# Orestes (geslacht)
Orestes is een geslacht van wandelende takken uit de familie Heteropterygidae. De wetenschappelijke naam van dit geslacht is voor het eerst voorgesteld door Josef Redtenbacher in een publicatie uit 1906. De soorten van dit geslacht komen in Japan en Zuidoost-Azië voor.

## Soorten
- Orestes bachmaensis Bresseel & Constant, 2018
- Orestes botot Bresseel & Constant, 2018
- Orestes diabolicus Bresseel & Constant, 2018
- Orestes dittmari Bresseel & Constant, 2018
- Orestes draegeri Bresseel & Constant, 2018
- Orestes guangxiensis (Bi & Li, 1994)
- Orestes japonicus (Ho, 2016)
- Orestes krijnsi Bresseel & Constant, 2018
- Orestes mouhotii (Bates, 1865)
- Orestes shirakii (Ho & Brock, 2013)
- Orestes subcylindricus (Redtenbacher, 1906)
- Orestes ziegleri (Zompro & Fritzsche, 1999)